# Reda Mahmoud Hafez Mohammed
Reda Mahmoud Hafez Mohammed (arabisch رضا محمود حافظ محمد, DMG Riḍā Maḥmūd Ḥāfiẓ Muḥammad; * 3. März 1952; † 3. Dezember 2013) war ein ägyptischer Militär. Er war seit 2008 Oberbefehlshaber der ägyptischen Luftwaffe im Rang eines Luftmarschalls. Er war außerdem Mitglied des seit der Revolution in Ägypten 2011 das Land regierenden Obersten Rats der Streitkräfte.

## Leben
Reda Mahmoud Hafez Mohamed schloss 1972 sein Studium der Luftfahrt- und Militärwissenschaften an der ägyptischen Luftwaffenakademie mit einem Bachelor of Science ab. Im darauf folgenden Jahr nahm er aktiv am Oktober- oder Jom-Kippur-Krieg teil. Er flog Flugzeugmodelle, darunter die Aero L-29 Delfín, MiG-17, MiG-19, MiG-21 und die McDonnell-Douglas F-4 Phantom II. 1991 wurde Mohamed zum Stabschef der Luftstaffel Nr. 242 ernannt, die die F-16 Fighting Falcon flog. Diese Ernennung war nur von kurzer Dauer, und Mohamed übernahm 1992 den Posten des Zweiten Kommandanten der Luftstaffel Nr. 232 (ebenfalls mit der F-16 ausgerüstet). 
Zwei Jahre später wurde Mohamed zum Kommandeur des Geschwaders Nr. 272, einer weiteren F-16-Einheit, ernannt. Nach seiner umfangreichen Erfahrung mit F-16-Einheiten wurde Mohamed als Verbindungsoffizier der ägyptischen Luftwaffe in die Vereinigten Staaten entsandt. Nach seiner Rückkehr nach Ägypten wurde Mohamed 2001 zum stellvertretenden Leiter der Rüstungsabteilung, gefolgt von einer kurzen Zeit als stellvertretender Kommandant der Luftwaffenakademie im Jahr 2002. Ebenfalls im Jahr 2002 besuchte Mohamed das High War College. Nun war Mohamed befördert worden, er wurde 2002/03 Stabschef im Hauptquartier der östlichen Luftzone, bevor er 2003 den Posten als Kommandant der südlichen Luftzone übernahm. Im Jahr 2004 wurde er zum Befehlshaber der Luftzone Ost und 2005 zum Leiter der Ausbildungsabteilung der Luftwaffe ernannt. Am 1. Juli 2007 war er als Chef Teil der Operationsabteilung und gegen Ende des Jahres ernannte man ihn zum Stabschef der Luftwaffe.
Nur drei Monate später löste er Magdy Galal Sharawi als Befehlshaber der Luftwaffe ab und trat sein Amt am 20. März 2008 an. Während Mohameds Amtszeit überflogen F-16-Kampfflugzeuge der Luftwaffe die Demonstranten auf dem Tahrir-Platz während der ägyptischen Revolution 2011, obwohl kein Versuch unternommen wurde, die Demonstranten anzugreifen.
Mohamed war Mitglied des Obersten Rates der Streitkräfte, der nach dem Ausscheiden von Hosni Mubarak aus dem Amt des Präsidenten die Exekutivfunktion im ägyptischen Staat wahrgenommen hat. 
Im August 2012 wurde er von Younes Hamed als Befehlshaber der Luftwaffe abgelöst. Im Juli 2013 wurde Hafez von Hesham Qandil (dem Premierminister von Mohammed Morsi) zum Minister für Militärproduktion ernannt. Hafez behielt sein Ministeramt während und nach dem ägyptischen Staatsstreich 2013. Im Herbst 2013 begann Hafez an schweren Herzproblemen zu leiden und starb am 3. Dezember 2013 im Krankenhaus des International Medical Centre.